# Ozarba nairobiensis
Ozarba nairobiensis är en fjärilsart som beskrevs av Emilio Berio 1976/77. Ozarba nairobiensis ingår i släktet Ozarba och familjen nattflyn. Inga underarter finns listade i Catalogue of Life.